# Roman Debełko
Roman Mykołajowycz Debełko, ukr. Роман Миколайович Дебелко (ur. 8 sierpnia 1993 we wsi Sopów, w obwodzie iwanofrankowskim, Ukraina) – ukraiński piłkarz, grający na pozycji napastnika lub pomocnika.

## Kariera piłkarska

### Kariera klubowa
Wychowanek klubów Prykarpattia Iwano-Frankiwsk i Metałurh Donieck, barwy których bronił w juniorskich mistrzostwach Ukrainy (DJuFL). Karierę piłkarską rozpoczął w drużynie rezerw Metałurha Donieck. W marcu 2013 został wypożyczony na pół roku do ormiańskiego zespołu Bananc Erywań. 1 maja 2015 przeniósł się do Stali Dnieprodzierżyńsk. 28 czerwca 2017 przeszedł do Karpat Lwów. 15 lutego 2018 został wypożyczony do Levadii Tallinn. 17 grudnia 2018 wrócił do lwowskiego klubu. 22 czerwca 2019 jako wolny agent przeszedł do Riga FC.

## Sukcesy i odznaczenia

### Sukcesy piłkarskie
Bananc Erywań
- wicemistrz Armenii: 2003
- finalista Pucharu Armenii: 2003

Levadia Tallinn
- wicemistrz Estonii: 2018
- zdobywca Superpucharu Estonii: 2018

Riga FC
- mistrz Łotwy: 2019